# Heo Byeong-ho
Heo Byeong-ho (kor. 허 병호; ur. 27 listopada 1966) – południowokoreański zapaśnik w stylu klasycznym. Dwukrotny olimpijczyk. Piąty w Seulu 1988 w wadze 57 kg i jedenasty w Barcelonie 1992 w kategorii 62 kg.
Trzykrotny uczestnik mistrzostw świata. Srebro w 1989. Zdobył dwa medale mistrzostw Azji – złoty w 1989 i srebrny w 1991. Zajął pierwsze miejsce w Pucharze Świata w 1991 roku.